# 馬克斯 (密蘇里州)
馬克斯（英語：Max）是位於美國密蘇里州登特縣的鬼鎮。

## 歷史
馬克斯的郵局於1912年設立，其後於1954年停運。

## 地理
馬克斯所處的海拔為高於海平面375米（即1230英呎），而該地所採用的時區為UTC-6，即北美中部時區（CST）。同時該地設有夏令時間，為UTC-6調快一小時，即UTC-5（CDT）。